# E.G. TIME
『E.G. TIME』（イー・ジー・タイム）は、日本の女性音楽ユニットE-girlsの3枚目となるオリジナル・アルバム。2015年1月1日にrhythm zoneより発売された。

## 概要
前作『COLORFUL POP』より、10ヶ月ぶりとなるアルバム。
2015年元日のリリースであるが、実際は2014年12月25日からCDショップなどで販売が開始されている。
CDには、2014年7月以降のシングル「E.G. Anthem -WE ARE VENUS-」や「おどるポンポコリン」「Highschool ♡ love」「Mr.Snowman」の表題曲、カップリング曲に加え、代表曲「Follow Me」「ごめんなさいのKissing You」のE.G. TIMEバージョンなど新曲を含む15曲を収録。
CDとBlu-ray3枚組のType 1、CDとDVD3枚組のType 2、CD＋Blu-rayのType 3、CD＋DVDのType 4、CDのみのType 5の5形態で発売されている。Type 1、2、3、4共通の映像ディスクにはビデオクリップ集が収録され、Type 1、2付属のBlu-ray / DVDには「E-girls LIVE TOUR 2014 "COLORFUL LAND" in 武道館」、「E-girls LIVE TOUR 2014 "COLORFUL LAND" Documentary」が収録されている。全形態の初回プレス分にはスペシャル特典へのアクセスカード、Type 5以外の初回プレス分には「E-girls RYDEEN Remixies」の入ったボーナスCDも封入されている。さらに、初回盤特典には、ライヴの模様を収めた80ページにも渡る豪華なフォトブックが収録されている。DJ Erieによる「E-girls "E.G. TIME" non-stop mix Mixed by DJ Erie」がレンタルショップ限定盤として2014年12月24日よりレンタル開始。

## 収録曲

### Disc1/CD
1. Introduction (0:16)
2. E.G. Anthem -WE ARE VENUS- (3:25)
作詞：Maria Okada、Litz / 作曲：CLARABELL / 編曲：CLARABELL、ArmySlick
  - 9thシングル表題曲
3. Mr.Snowman (3:50)
作詞：花 空木 / 作曲：FAST LANE、LISA DESMOND
  - 12thシングル表題曲
4. Music Flyer (3:38)
作詞・作曲・編曲：中田ヤスタカ (CAPSULE)
  - トークライブアプリ「755」CMソング[8]
  - ボーカルはE-girls内のボーカル全員。
5. Move It! -Dream & E-girls TIME- (3:42)
作詞：Lauren Kaori / 作曲：Lauren Kaori、M.I、Kohei Yokono / 編曲：M.I、Kohei Yokono
  - 12thシングルのカップリング曲
6. ロックンロール・ウィドウ (4:26)
作詞：阿木燿子 / 作曲：宇崎竜童 / 編曲：T.Kura
  - コーセー「ADDICTION」CMソング[9]
  - 山口百恵の同名曲のカバー。
  - ボーカルはDreamのShizukaとErie、Flowerの鷲尾伶菜。
7. Highschool ♡ love(3:57)
作詞：michico / 作曲：T.Kura、michico / 編曲：T.Kura
  - 11thシングル表題曲
8. おどるポンポコリン (3:22)
作詞：さくらももこ / 作曲：織田哲郎 / 編曲：ArmySlick
  - 10thシングル表題曲
9. 自由の女神 〜ユーヴライア〜 (3:55)
作詞：花 空木 / 作曲：Jam9・ArmySlick / 編曲：Kohei Yokono
  - ヤマザキ「ランチパック」CMソング
  - ボーカルはDreamのAmiとShizuka、Happinessの藤井夏恋、Flowerの鷲尾伶菜。
  - 反対から読むと「アイラヴユー」と読むことができる。
10. うれしい! たのしい! 大好き(4:03)
作詞・作曲：吉田美和 / 編曲：中野雄太
  - 10thシングルのカップリング曲
11. Again (4:12)
作詞：Kanata Okajima / 作曲・編曲：Jon Hallgren・Kanata Okajima
  - 11thシングルのカップリング曲
  - ボーカルはDreamのAya、Happinessの川本璃、Flowerの市来杏香。
12. ショコラ (5:04)
作詞：藤林聖子・NA.ZU.NA / 作曲：NA.ZU.NA / 編曲：家原正樹、NA.ZU.NA
  - 9thシングルのカップリング曲
  - ボーカルはE-girls内のボーカル全員。
13. ごめんなさいのKissing You（E.G. TIME version） (3:44)
作詞：Yu Shimoji / 作曲：CLARABELL / 編曲：ArmySlick
  - 別アレンジの6thシングルの表題曲
14. Follow Me（E.G. TIME version） (4:08)
作詞：Shoko Fujibayashi / 作曲：Jam9、ArmySlick
  - 別アレンジの3rdシングルの表題曲
15. 希望の光 〜奇跡を信じて〜（Dream & E-girls version） (6:34)
作詞：EXILE ATSUSHI / 作曲：Ryosuke Shigenaga / 編曲：Yuta Nakano
  - ボーカルはDream、コーラスはHappinessの藤井夏恋と川本璃、Flowerの鷲尾伶菜と市來杏香、武部柚那
  - 楽曲そのものは約3年前に出来ており、歌詞は過去を振り返るようにDreamのメンバーのこれまでの経験や苦悩と闘ってきた気持ちを書いている[10][11]。
  - 2015年1月9日に放送された「中居正広の金曜日のスマたちへ 新春2時間スペシャル」のエンディングで初めてテレビ披露された。2月11日リリースのDreamのシングル「こんなにも」にオリジナルバージョンが収録される[10][11]。

### Disc2
| #  | タイトル                                                                  | 作詞 | 作曲・編曲 |
| -- | ------------------------------------------------------------------------- | ---- | ---------- |
| 1. | 「Move It! -Dream & E-girls TIME-（Music Video）」                        |      |            |
| 2. | 「E.G. Anthem -WE ARE VENUS-（Music Video）」                             |      |            |
| 3. | 「Highschool♡love（Music Video）」                                        |      |            |
| 4. | 「Mr.Snowman（Music Video）」                                             |      |            |
| 5. | 「おどるポンポコリン（Music Video）」                                     |      |            |
| 6. | 「おどるポンポコリン（Animation Clip）」                                  |      |            |
| 7. | 「-Document Movie-「E-girls LIVE TOUR 2014 “COLORFUL LAND”」Documentary」 |      |            |

### Disc3
| #   | タイトル                      | 作詞 | 作曲・編曲 |
| --- | ----------------------------- | ---- | ---------- |
| 1.  | 「RYDEEN -Dance All Night-」  |      |            |
| 2.  | 「ごめんなさいのKissing You」 |      |            |
| 3.  | 「JUST IN LOVE」              |      |            |
| 4.  | 「One Two Three」             |      |            |
| 5.  | 「Diamond Only」              |      |            |
| 6.  | 「好きですか？」              |      |            |
| 7.  | 「サヨナラ」                  |      |            |
| 8.  | 「JUICY LOVE」                |      |            |
| 9.  | 「Show Me Your Heart」        |      |            |
| 10. | 「We Can Fly」                |      |            |
| 11. | 「PEACE SUNSHINE」            |      |            |
| 12. | 「Only You」                  |      |            |
| 13. | 「白雪姫」                    |      |            |
| 14. | 「熱帯魚の涙」                |      |            |
| 15. | 「太陽と向日葵」              |      |            |

### Disc4
| #   | タイトル                                          | 作詞 | 作曲・編曲 |
| --- | ------------------------------------------------- | ---- | ---------- |
| 1.  | 「制服ダンスメドレー」                            |      |            |
| 2.  | 「Celebration!」                                  |      |            |
| 3.  | 「クルクル」                                      |      |            |
| 4.  | 「CANDY SMILE」                                   |      |            |
| 5.  | 「Follow Me」                                     |      |            |
| 6.  | 「THE NEVER ENDING STORY 〜君に秘密を教えよう〜」 |      |            |
| 7.  | 「ヒマワリ（E-Girls Version）」                   |      |            |
| 8.  | 「E.G. Anthem -WE ARE VENUS-」                    |      |            |
| 9.  | 「うれしい! たのしい! 大好き!」                   |      |            |
| 10. | 「おどるポンポコリン」                            |      |            |
| 11. | 「約束の場所」                                    |      |            |

### BONUS DISC
| #         | タイトル                                                  | 作詞  | 作曲・編曲 | 時間 |
| --------- | --------------------------------------------------------- | ----- | ---------- | ---- |
| 1.        | 「RYDEEN -Dance All Night- m-flo Remix」                  |       |            | 4:14 |
| 2.        | 「RYDEEN -Dance All Night- DJ DARUMA & CHAKI ZULU Remix」 |       |            | 3:44 |
| 3.        | 「RYDEEN -Dance All Night- Yellow Claw Remix」            |       |            | 3:42 |
| 4.        | 「RYDEEN -Dance All Night- HABANERO POSSE Remix」         |       |            | 5:13 |
| 5.        | 「RYDEEN -Dance All Night- WATAPACHI Remix」              |       |            | 3:47 |
| 6.        | 「RYDEEN -Dance All Night- m-flo DnB Remix」              |       |            | 5:57 |
| 合計時間: | 合計時間:                                                 | 26:37 |            |      |